# Dominguinho
Dominguinho é um álbum acústico colaborativo dos cantores brasileiros João Gomes, Jota.pê e do sanfoneiro Mestrinho. O álbum foi lançado em 18 de abril de 2025 no Brasil. Além da sanfona de Mestrinho e o violão de aço de Jota.pê, o projeto também conta com o violão de Vanutti e a percussão inventiva de Gilú Amaral, criando um clima intimista e acolhedor.
O projeto foi gravado no Sítio Histórico de Olinda com um audiovisual de leveza, brasilidade e boas vibrações, misturando o estilo da música acústica com a energia de encontros entre amigos. O repertório conta com 12 faixas e entre elas versões inéditas como o medley "Mete um Block Nele / Ela Tem" e uma releitura de "Pontes Indestrutíveis", do Charlie Brown Jr. Além disso, também conta com uma música inédita chamada "Flor", de Mestrinho.

## Processo de criação
Sem ensaio prévio, os artistas chegaram ao local para tocarem apenas cinco músicas, mas acabaram gravando doze, testando músicas e refrões. Assim, concluíram o projeto, de uma forma inusitada mas com sensação de realização de um sonho. A direção musical é assinada pelo trio em parceria com Daniel Mendes e a estética visual leva a assinatura de Chico Kertész, da Macaco Gordo.

## Faixas
| N.º            | Título                         | Compositor(es)                 | Duração |  |
| 1.             | "Lembrei de Nós"               | João Gomes, Jota.pê, Mestrinho | 3:16    |  |
| 2.             | "Beija Flor"                   | João Gomes, Jota.pê, Mestrinho | 3:43    |  |
| 3.             | "Arriadin por Tu"              | João Gomes, Jota.pê, Mestrinho | 2:54    |  |
| 4.             | "Flor"                         | João Gomes, Jota.pê, Mestrinho | 3:20    |  |
| 5.             | "Flor de Flamboyant"           | João Gomes, Jota.pê, Mestrinho | 3:27    |  |
| 6.             | "Mala e Cuia"                  | João Gomes, Jota.pê, Mestrinho | 4:23    |  |
| 7.             | "Até Mais Ver"                 | João Gomes, Jota.pê, Mestrinho | 3:01    |  |
| 8.             | "Some ou Me Assume"            | João Gomes, Jota.pê, Mestrinho | 3:26    |  |
| 9.             | "Mete um Block Nele / Ela Tem" | João Gomes, Jota.pê, Mestrinho | 3:26    |  |
| 10.            | "Lenda"                        | João Gomes, Jota.pê, Mestrinho | 4:07    |  |
| 11.            | "Meu Bem"                      | João Gomes, Jota.pê, Mestrinho | 2:12    |  |
| 12.            | "Pontes Indestrutíveis"        | João Gomes, Jota.pê, Mestrinho | 3:36    |  |
| Duração total: | Duração total:                 | Duração total:                 | 40:55   |  |

## Turnê
O lançamento oficial da turnê aconteceu em 27 de maio de 2025, quando o trio subiu ao palco da Casa Natura Musical para o primeiro show. Ainda, João Gomes anunciou que o projeto ganhará novas faixas no segundo semestre do ano. O cantor também contou que a nova fase do "Dominguinho" ganhará a participação especial do cantor Edson Gomes.
No dia 30 de junho de 2025, o trio anunciou, novamente em show, novas datas da turnê. Dessa vez, da turnê internacional pela europa.

### Datas da turnê

#### Nacional
- 27 de maio de 2025 – São Paulo (SP)
- 8 de agosto de 2025 – Fortaleza (CE)
- 10 de agosto de 2025 – São Luis (MA)
- 24 de agosto de 2025 – São Paulo (SP)
- 31 de agosto de 2025 – Arcoverde (PE)
- 11 de outubro de 2025 – Fernando de Noronha (PE)
- 17 outubro de 2025 – Natal (RN)
- 29 de novembro de 2025 – Recife (PE)
- 19 de dezembro de 2025 – Porto Alegre (RS)
- 20 de dezembro de 2025 – Rio de Janeiro (RJ)
- Belém (PA) (Ainda sem data)
- Salvador (BA) (Ainda sem data)
- Brasília (DF) (Ainda sem data)

#### Internacional
- 25 de março de 2026– Bruxelas, Bélgica
- 26 de março de 2026 – Amsterdam, Holanda
- 27 de março de 2026 – Paris, França
- 31 de março de 2026 – Barcelona, Espanha
- 1 de abril de 2026 – Madrid, Espanha
- 7 de abril de 2026 – Zurique, Suíça
- 8 de abril de 2026 – Genebra, Suíça